# Seznam milánských biskupů a arcibiskupů

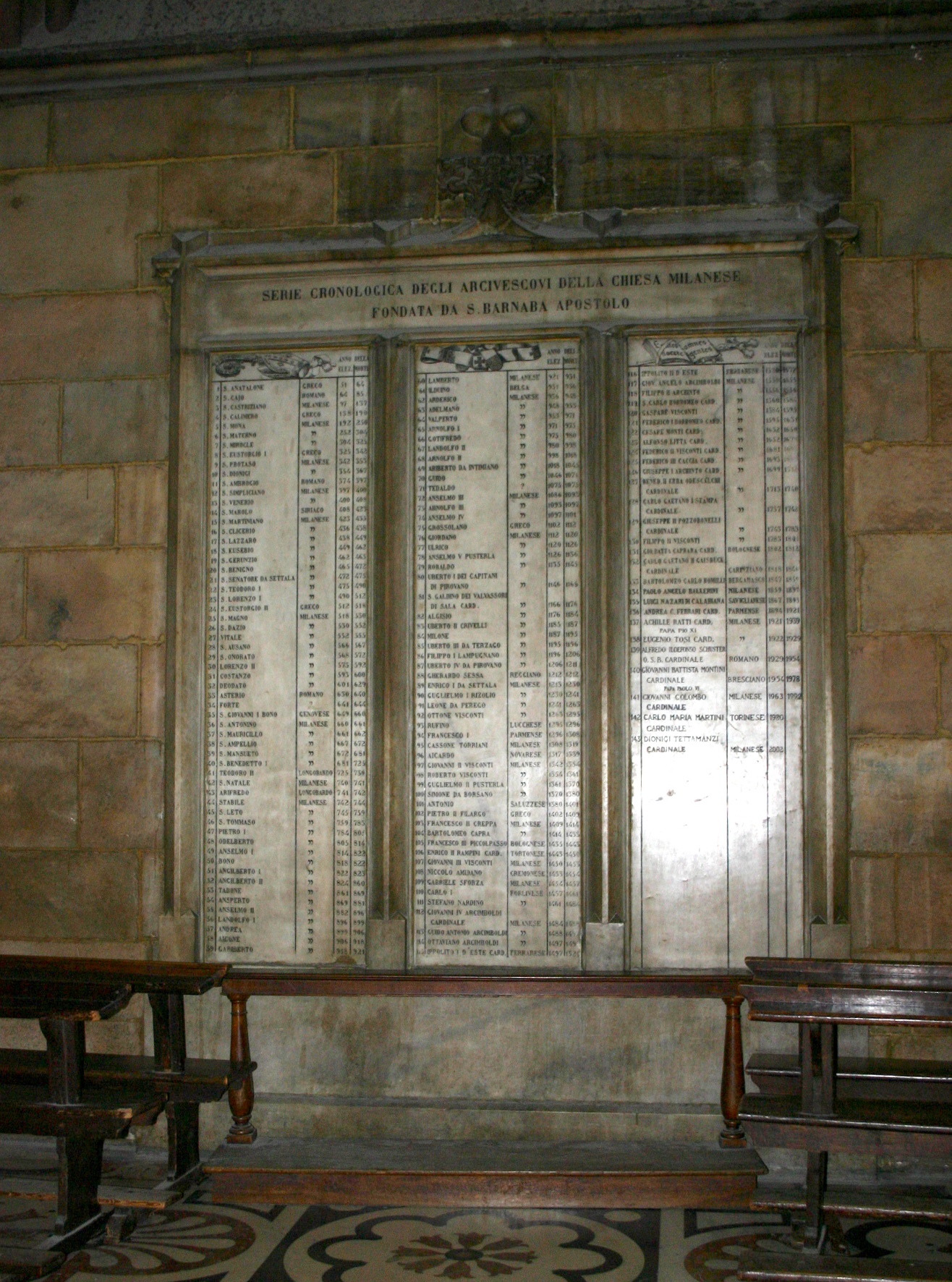
Deska se jmény biskupů v milánské katedrále

Seznam milánských biskupů a arcibiskupů uvádí seznam biskupů a později arcibiskupů milánské arcidiecéze. Tradičně je za prvního biskupa milánského považován svatý Barnabáš. Pořadí biskupů v prvních staletích je nejisté. Kamenná deska s výčtem biskupů se nachází v jižní lodi milánského dómu.

## 1. tisíciletí

### Biskupové
- Sv. Barnabáš (?) (50–55)
- Sv. Anathalon (?) (53–63)
- Sv. Gaius (?) (63–85)
- Sv. Castricianus (?) (97–138)
- Sv. Calimerus (?) (138–191)
- Sv. Monas (?) (195–251)
- Sv. Mirocles (circa 313–316)
- Sv. Maternus (316–328)
- Sv. Protasius Algisi (328–343)
- Sv. Eustorgius I. (343 nebo 344 – circa 350)
- Sv. Dionisius Mariani (circa 349–355)
- Auxentius (circa 355–374) ariánský protibiskup

### Arcibiskupové
- Sv. Ambrož (374 – 4. dubna 397), první arcibiskup milánský
- Sv. Simplicianus Soresini (397–400)
- Sv. Venerius Oldrati (400–408)
- Sv. Marolus (408–423)
- Sv. Martinianus Osio (423–435)
- Sv. Glicerius (436–438)
- Sv. Lazar Beccardi (438–449)
- Sv. Eusebius Pagani (449–462)
- Sv. Gerontius Bascapè (462–465)
- Sv. Benignus Bossius (465–472)
- Sv. Senator da Settala (472–475)
- Sv. Teodor I. de' Medici (475–490)
- Sv. Lorenzo I. Litta (490–512)
- Sv. Eustorgius II. (512–518)
- Sv. Magnus Trincherius (518–530)
- Sv. Dacio Agliati (530–552)
- Vitale de' Cittadini (552–555)
- Frontone (556–566) (tricapitolino)
- Sv. Ausano Crivelli (566–567)
- Sv. Onorato Castiglioni (568–572)
- Lorenzo II (573–592)
- Costanzo de' Cittadini (593–600)
- Deodato (15. září 601–629)
- Asterio (630–640)
- Forte (641–643)
- Sv. Giovanni I Bono (649–660)
- Sv. Antonino Fontana (660–661)
- Sv. Maurisilio (661–662)
- Sv. Ampelio (667–672)
- Sv. Mansueto Savelli (672–681)
- Sv. Benedetto I Crespi (681–725)
- Teodoro II (725–739)
- Sv. Natale (740–741)
- Arifredo (741–742)
- Stabile (742–744)
- Leto Marcellino (745–759)
- Tommaso Grassi (759–783)
- Pietro I. Oldrati (784–801)
- Odelperto (803–813)
- Sv. Anselmo I Biglia (813–818)
- Sv. Buono Castiglioni (818–822)
- Angilberto I. (822–823)
- Angilberto II. da Pusterla (824–859)
- Tadone (860–868)
- Ansperto Confalonieri (868–881)
- Anselmo II. Capra (882–896)
- Landolfo I. Grassi (896–899)
- Andrea da Cantiano (899–906)
- Aicone Oldrati (906–918)
- Gariberto di Besana (918–921)
- Lamperto (5. října 921–931)
- Elduino (932–936)
- Arderico Cotta (936–948)
- Manasse (948–948 sesazen)
- Adelman (948–953 rezignoval)
- Valperto de' Medici (953–970)
- Arnolfo I. (970–974)
- Gotofredo (974–979)
- Landolfo II. da Carcano (979–998)
- Arnolfo II. da Arsago (998–1018)

## 2. tisíciletí
- Ariberto da Intimiano (1018–1045)
- Sv. Guido da Velate (1045–1069)
- Attone (1070–1075)
  - Gotifredo da Castiglione (1070–1075) (protibiskup)
  - Tebaldo da Castiglione (1075–1080) (nelegitimní)
  - Sede vacante (1075–1086)
- Anselmo III. da Rho (1086–1093)
- Arnolfo III. (1093–1097)
- Anselmo IV. da Bovisio (1097–1101)
- Grossolano (1102–1112 sesazen)
- Giordano da Clivio (1112–1120)
- Olrico (1120–1126)
- Anselmo V. Pusterla (1126–1135 sesazen)
- Robaldo (1135–1145)
- Umberto I. da Pirovano (1146–1166)
- Sv. Galdino della Sala (1166–1176)
- Algisio da Pirovano (1176–1182)
- Uberto Crivelli (1185–1187, 1185–1887 zároveň papežem)
- Milone da Cardano (1187–1195)
- Umberto III. da Terzago (1195–1196)
- Filippo I. da Lampugnano (1196–1206 rezignoval)
- Umberto IV. da Pirovano (1206–1211)
- Gerardo da Sessa, O.Cist. (1211–1212)
- Enrico I. da Settala (1213–1230)
- Guglielmo I. da Rizolio (1230–1241)
- Leone da Perego (1241–1257)
  - Sede vacante (1257–1262)
- Ottone Visconti (1262–1295)
- Ruffino da Frisseto (1295–1296)
- Francesco Fontana (1296–1308)
- Cassono della Torre (1308–1316 jmenován patriarchou akvilejským)
- Aicardo Antimiani (1317–1339)
  - Sede vacante (1339–1342)
- Giovanni Visconti (1342–1354)
- Roberto Visconti (1354–1361)
- Guglielmo II. Pusterla (1361–1370)
- Simon da Borsano (1371–1375 rezignoval)
  - Sede vacante (1375–1380)
- Antonio de' Saluzzi (1380–1401)
- Pietro Filargo, O.F.M. (1402–1409 zvolen protipapežem se jménem Alexandr V.)
- Francesco Crippa (1409–1414)
- Bartolomeo Capra (1414–1435)
- Francesco Piccolpasso (1435–1443)
- Enrico Rampini (1443–1450)
- Giovanni III. Visconti (1450–1453)
- Nicolò Amidano (1453–1454)
- Timoteo Maffei, C.R.S.A. (1454–1454 rezignoval)
- Gabriele Sforza, O.E.S.A. (1454–1457)
- Carlo Nardini (1457–1461)
- Stefano Nardini (1461–1484)
- Giovanni Arcimboldi (1484–1488)
- Guidantonio Arcimboldi (1489–1497)
  - Ottaviano Arcimboldi (1497–1497) (zvolený arcibiskup)
- Ippolito I. d'Este (1497–1519 rezignoval)
  - Ippolito II. d'Este (1519–1550 rezignoval) (apoštolský administrátor)
- Giovan Angelo Arcimboldi (1550–1555)
  - Ippolito II. d'Este (1555–1555 rezignoval) (apoštolský administrátor podruhé)
- Filippo Archinto (1556–1558)
  - Giovanni Angelo Medici (1559–1560) (apoštolský administrátor)
- Sv. Karel Boromejský (1560–1584)
- Gaspare Visconti (1584–1595)
- Federico Borromeo (1595–1631)
- Cesare Monti (1632–1650)
- Alfonso Litta (1652–1679)
- Federico Visconti (1681–1693)
- Federico Caccia (1693–1699)
- Giuseppe Archinto (1699–1712)
- Benedetto Erba Odescalchi (1712–1736)
- Carlo Gaetano Stampa (1737–1742)
- Giuseppe Pozzobonelli (1743–1783)
- Filippo Maria Visconti (1784–1801)
- Giovan Battista Caprara (1802–1810)
  - Sede Vacante (1810–1818)
- Karl Kajetan von Gaisruck (1818–1846)
- Carlo Bartolomeo Romilli (1847–1859)
- Paolo Angelo Ballerini (1859–1867 jmenován latinským patriarchou alexandrijským)
- Luigi Nazari di Calabiana (27. března 1867 – 23. října 1893)
- Bl. Andrea Carlo Ferrari (1894–1921)
- Achille Ratti (1921–1922 zvolen papežem)
- Eugenio Tosi, O.SS.C.A. (1922–1929)
- Bl. Alfredo Ildefonso Schuster, O.S.B. (1929–1954)
- Bl. Giovanni Battista Montini (1954–1963 zvolen papežem)
- Giovanni Colombo (1963–1979 rezignoval)
- Carlo Maria Martini, S.J. (1979–2002 rezignoval)

## 3. tisíciletí
- Dionigi Tettamanzi (2002–2011 rezignoval)
- Angelo Scola (28. června 2011 – 7. července 2017)
- Mario Delpini, od 7. července 2017